# Захарченко Олексій Гаврилович
Олексі́й Гаври́лович Заха́рченко (нар. 30 березня 1930, село Чижівка Звенигородського району Черкаської області) — український радянський діяч, голова виконкому Новоодеської районної Ради депутатів трудящих (1960—1962), 1-й секретар Велико-Врадіївського райкому КПУ (1962—1963), 1-й секретар Баштанського райкому КПУ (1970—1975), один з фундаторів Миколаївського сільськогосподарського інституту. Кандидат економічних наук (1989). Депутат Верховної Ради УРСР 9-го скликання.

## Життєпис
Народився 30 березня 1930 року у селі Чижівка Звенигородського району Черкаської області.
У 1952 році закінчив Козачанський зооветеринарний технікум Київської області за спеціальністю «зоотехнік».
У 1952—1953 роках працював зоотехніком із племсправи (Новоодеський район Миколаївської області), старшим зоотехніком Новоодеського районного управління сільського господарства, головним зоотехніком Малинівської машинно-тракторної станції Миколаївської області.
З листопада 1953 року — 1-й секретар Новоодеського райкому ЛКСМУ Миколаївської області.
Член КПРС з 1954 року.
З грудня 1956 року — завідувач організаційного відділу Новоодеського районного комітету КПУ Миколаївської області.
З липня 1960 по квітень 1962 року — голова виконкому Новоодеської районної Ради депутатів трудящих.
З червня 1962 по січень 1963 — 1-й секретар Велико-Врадіївського районного комітету КПУ Миколаївської області.
З січня 1963 по 1970 — секретар партійного комітету Новоодеського виробничого колгоспно-радгоспного управління, 1-й секретар Новоодеського районного комітету КПУ Миколаївської області.
У 1964 заочно закінчив Одеський сільськогосподарський інститут.
З березня 1970 по вересень 1975 року працював на посаді 1-го секретаря Баштанського районного комітету КПУ Миколаївської області.
У жовтні 1975 — 6 травня 1987 року — секретар Миколаївського обласного комітету Компартії України. Курував питання розвитку сільського господарства області.
У 1982 році заочно закінчив Академію суспільних наук при ЦК КПРС.
Один із засновників Миколаївського сільськогосподарського інституту (нині Миколаївський національний аграрний університет). Кандидат економічних наук (з 1989), доцент кафедри управління виробництвом та інноваційною діяльністю підприємств цього університету (з 1992).
Потім — на пенсії у місті Миколаєві.

## Діяльність
За період діяльності Захарченка О. Г. у Баштанському районі зародився «баштанський акорд», що передбачав акордно-преміальну оплату праці у сільському господарстві і був впроваджений на всій території колишнього Радянського Союзу.
У 1971 році збудовано пам'ятник Героям Баштанської республіки, 1972 — введено в дію комбікормовий завод, 1973 — «Баштанський сирзавод», 1975 — міжколгосптваринпром — перший у СРСР з виробництва продукції тваринництва.
У 70-х роках за його участі активно проводилася робота по газифікації району, будівництву житла та підготовка робота по створенню агропромислового садівничого комплексу площею 3 тис. га, нині — ЗАСТ «Зоря Інгулу».
У 1974 році Баштанський район вийшов переможцем у Всесоюзному соціалістичному змаганні і був нагороджений перехідним Червоним Прапором ЦК КПРС, Ради Міністрів СРСР, ВЦСПС і ЦК ВЛКСМ.
Перебуваючи на посаді секретаря Миколаївського обкому компартії з питань сільського господарства, добився відкриття та фінансування сільськогосподарського інституту в Миколаєві.
Автор книги «Йти по землі людиною».

## Нагороди та відзнаки
- орден Леніна,
- два ордена Трудового Червоного Прапору,
- медаль «За доблесну працю у Великій Вітчизняній війні 1941—1945 рр.»
- медаль «За трудову доблесть»,
- «Ветеран праці»,
- відзнака Міністерства аграрної політики України «Знак пошани»
- звання «Почесний громадянин Баштанського району» (рішення районної ради від 26 квітня 2010 року № 17)